# Genskabelse (valgforbund)
Genskabelse (græsk: δημιουργία, ξανά! (skabelse, igen!)) er et græsk valgforbund af nogle små, overvejede liberale midterpartier, der deltager i det græske valg i juni 2012.

## Oprettelse
Valgforbundet er oprettet den 22. maj 2012. Stifterne er Drasi (Aktions- eller Handlingspartiet) ((græsk: Δράση, Drasi), Genskab Grækenland (græsk: Δημιουργία, Ξανά!, Dimiourgia Xana) og Liberal Alliance (græsk:  Φιλελεύθερη Συμμαχία, Fileleftheri Symmakhia). 
Ved det græske valg i maj 2012 havde Genskab Grækenland fået 2,15 procent af stemmerne, mens valgforbundet mellem Drasi og Liberal Alliance fik 1,80 procent. I alt fik partierne altså 3,95 procent, hvilket ligger over spærregrænsen på 3 procent.

## Andre partier
Efter valget den 6. maj 2012 forhandlede partierne med Den demokratiske alliance om et valgforbund med dette parti. Den 21. maj meddelte Den demokratiske alliance imidlertid, at partiet gik i valgforbund med Nyt demokrati. 
Efter valgforbundets dannelse den 22. maj har andre partier vist interesse for valgforbundet. Dette gælder bl.a. for borgerbevægelsen "Forenet Grækenland", (der ikke stillede op i maj) og for Den Sociale Sammenslutning (tidligere PASOK- medlemmer, der ikke stillede op i maj), 

## Valgresultat
Ved valget i juni 2012 fik valgforbundet 98.063 stemmer. Dette svarer til 1,59 procent, og valgforbundet er fortsat ikke repræsenteret i parlamentet. 